# Oblężenie Gdańska (1734)
Oblężenie Gdańska – oblężenie, które miało miejsce w roku 1734 podczas wojny o sukcesję polską, między zwolennikami Stanisława Leszczyńskiego a popieranym przez Saksonię i Rosję Augustem III.

## Tło
Po zdobyciu Warszawy przez wojska rosyjskie, wspierającymi Augusta III Wettina, wybrany podczas elekcji król Stanisław Leszczyński wraz ze swoimi zwolennikami wycofał się do Gdańska, aby czekać tam na obiecane przez Francję posiłki (mające dotrzeć drogą morską). Niestety, nieskory do wojny kanclerz króla Ludwika XV, kardynał de Fleury wysłał na pomoc jedynie niewielką flotę pod dowództwem marszałka de La Motte (3 okręty liniowe i 2 fregaty). Podczas oczekiwania na Francuzów, w dniu 22 lutego stronnicy Leszczyńskiego zostali zamknięci wraz z nim samym w oblężeniu, do którego przystąpili Rosjanie dowodzeni przez generała Piotra Lacy‘ego.

## Oblężenie

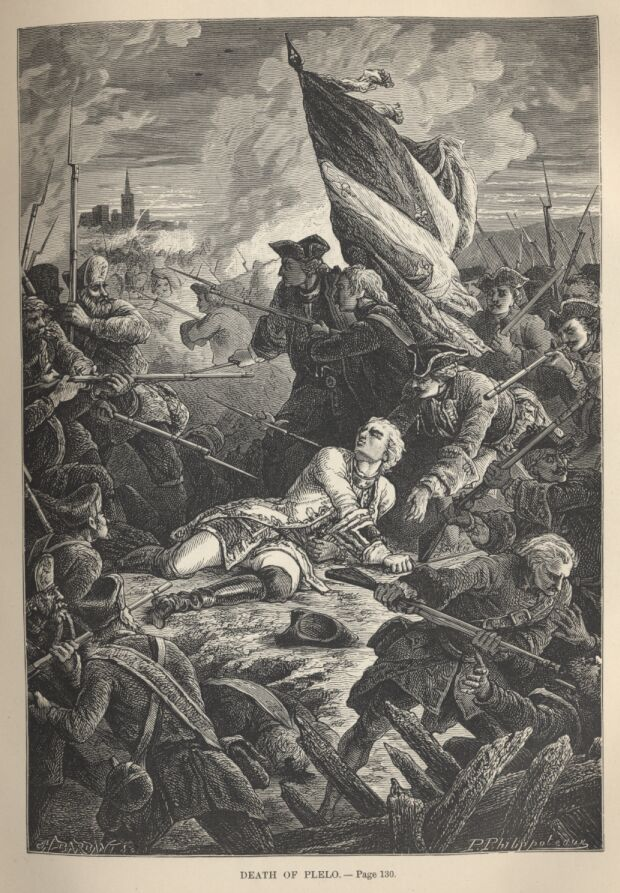
Śmierć hrabiego de Plélo

17 marca pod Gdańsk przybyły nowe rosyjskie oddziały pod dowództwem marszałka Burkharda Münnicha, który objął też dowodzenie nad całymi siłami. 
Władze Gdańska powołały trzyosobową Radę Wojenną, na czele której stanął burmistrz Gabriel Bömeln. Armię obrońców stanowiły gdańskie wojska zaciężne, obywatele miasta powołani pod broń oraz 2100 żołnierzy królewskiej gwardii konnej (wyjątkowo w dziejach w I Rzeczypospolitej, gdyż dotąd obowiązywała zasada, że Gdańsk broni się własnymi siłami). Dowódcą wojsk został generał Johann Wilhelm von Vietinghoff.
Z pomocą dla oblężonego króla szedł wojewoda lubelski Jan Tarło, mając ok. 8 000 jazdy i dragonów. Jednak 8 lub 9 (według niektórych źródeł 20) kwietnia 1734 pod Wyszecinem doszło do bitwy z korpusem rosyjskim dowodzonym przez generała Piotra Lacy‘ego. Mimo początkowej przewagi Polaków (Rosjan było ok. 3 tys.) Tarło nie zaatakował. Po wzmocnieniu  sił rosyjskich, przez głównodowodzącego armią oblegającą Gdańsk, feldmarszałka Burkharda Münnicha oddziałami liczącymi 5 tys. nieprzydatnej przy oblężeniu miasta jazdy z armatami, Rosjanie zaatakowali i choć ponieśli poważne straty zmusili armię polską do odwrotu. Wkrótce potem doszło do kolejnej klęski wojsk polskich dowodzonych przez Jana Tarłę w bitwie pod Puckiem z korpusem rosyjskim dowodzonym przez generała Ernesta Birona, co doprowadziło do oczyszczenia całego Pomorza z sił polskich i pozwoliło armiom rosyjskiej i  saskiej kontynuować oblężenie Gdańska.
W początkowej fazie oblężenia wojskom oblegającym udało się poczynić jedynie niewielkie postępy. Dopiero w maju, gdy sprowadzono ciężką artylerię, Rosjanie zdołali zająć Fort Sommerschanz u ujścia Wisły. Podjęli także próbę zdobycia reduty Hagelsberg, ale wojsko polskie zmusiło Rosjan do odwrotu, zadając im duże straty.
20 maja przybyła do Gdańska długo oczekiwana pomoc w postaci francuskich okrętów La Motte'go (m.in. 60-działowy Fleuron i 46-działowy Gloire), ale z uwagi na znaczną przewagę Rosjan, eskadra wycofała się do Kopenhagi. Francuski ambasador w Danii, hrabia de Plélo incydent ten uznał za hańbiący dla swojej ojczyzny. Zebrawszy żołnierzy (według różnych danych od 1000 do 2000) hrabia wylądował na Westerplatte i podjął próbę przedarcia się do oblężonych przez rosyjskie okopy. Było to pierwsze odnotowane starcie Francuzów z Rosjanami. Uderzenie francuskie jednak nie powiodło się, de Plélo zginął w boju, a resztki jego żołnierzy wycofały się do Wisłoujścia. Francuzom udało się jednak wkrótce odnieść drobny sukces: Fleuron i Gloire zmusiły do poddania się rosyjską fregatę Mitawa, będącą częścią rosyjskiej floty admirała Thomasa Gordona. Niestety 1 czerwca do Gdańska dopłynęła reszta rosyjskiej floty. Okręty rozpoczęły ostrzał Wisłoujścia i 3 czerwca de La Motte został zmuszony do kapitulacji. Tym samym Rosjanie uzyskali dostęp do gdańskiego portu.

## Kapitulacja
Mimo znacznego osłabienia oblężeni bronili się nadal, zadając przy tym Rosjanom znaczne straty. Jednakże wobec beznadziejnej sytuacji 27 (albo 28) czerwca król Stanisław Leszczyński opuścił Gdańsk w chłopskim przebraniu i udał się do Królewca. Miasto broniło się jednak jeszcze dwa dni i dopiero 30 czerwca – po 135 dniach obrony – obrońcy zostali zmuszeni do bezwarunkowej kapitulacji. Rosjanie weszli do miasta 9 lipca. Gdańsk poniósł znaczne straty w zabudowie i ludności, musiał też zapłacić reparacje wojenne. Rosjanie w czasie walk o miasto stracili ok. 8000 (według innych źródeł do 3000) ludzi i jeden okręt.
Stanisław Leszczyński przedarł się do Królewca, gdzie wydał manifest do poddanych (zaowocowało to zawiązaniem konfederacji dzikowskiej w obronie króla) i wysłał posłańca do Paryża, z prośbą do Ludwika XV o inwazję na Saksonię, w sile co najmniej 40 000 żołnierzy. Francja odmówiła jednak wysłania dodatkowych sił.
Ostatnią próbą zmiany sytuacji na Pomorzu Gdańskim były działania Mikołaja Potockiego(?), który podjął marsz na północny zachód. Wyruszył ze swoimi siłami z terenów zachodniej Ukrainy, w celu połączenia się z partyzantką na Pomorzu. Wojska Potockiego jednak nie dotarły na miejsce, gdyż oddziały partyzantów zostały wcześniej rozproszone przez Rosjan.